# Sogne-fjord

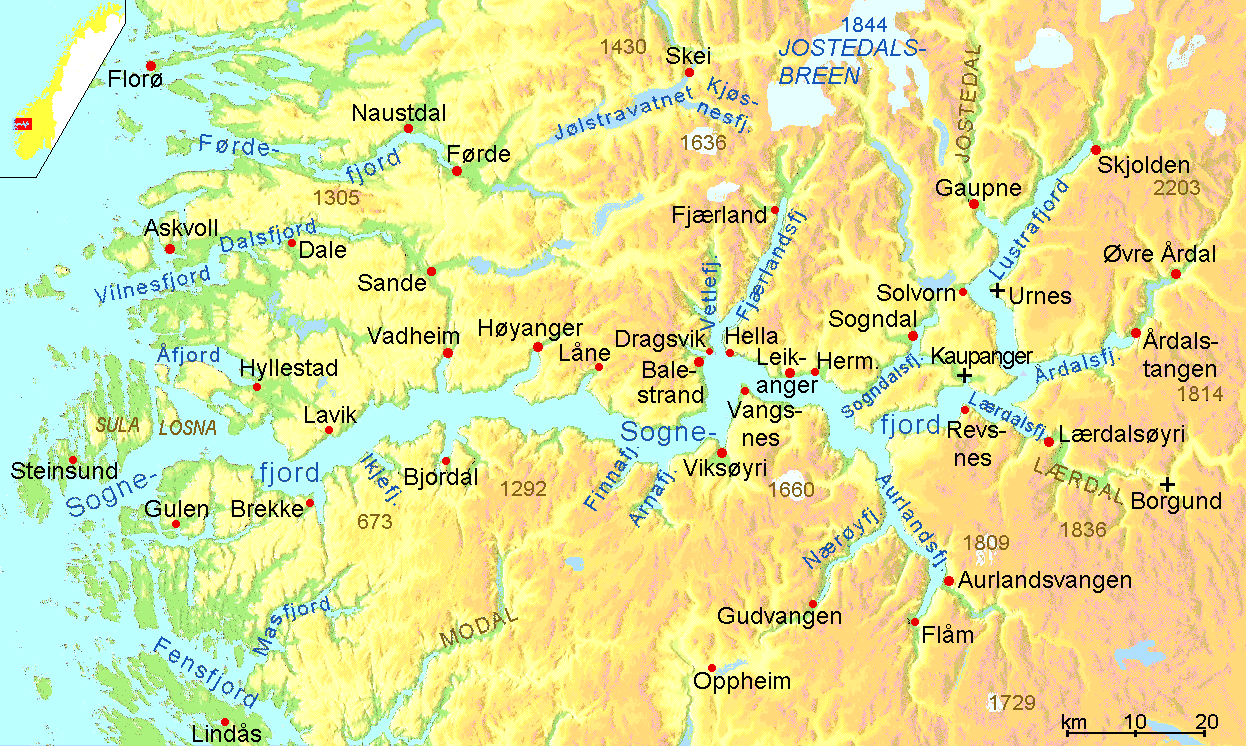
A Sogne-fjord domborzati térképe

A Sogne-fjord Norvégia legnagyobb fjordja, a világon pedig a grönlandi Scoresby Sund után a második legnagyobb.
Sogn og Fjordane megyében található (részben a megye névadója), Norvégia nyugati Vestlandet földrajzi régiójában. Bergentől mintegy 72 kilométerre északra indul és 203 kilométer hosszan nyúlik be a szárazföldbe, a kis Skjolden faluig.

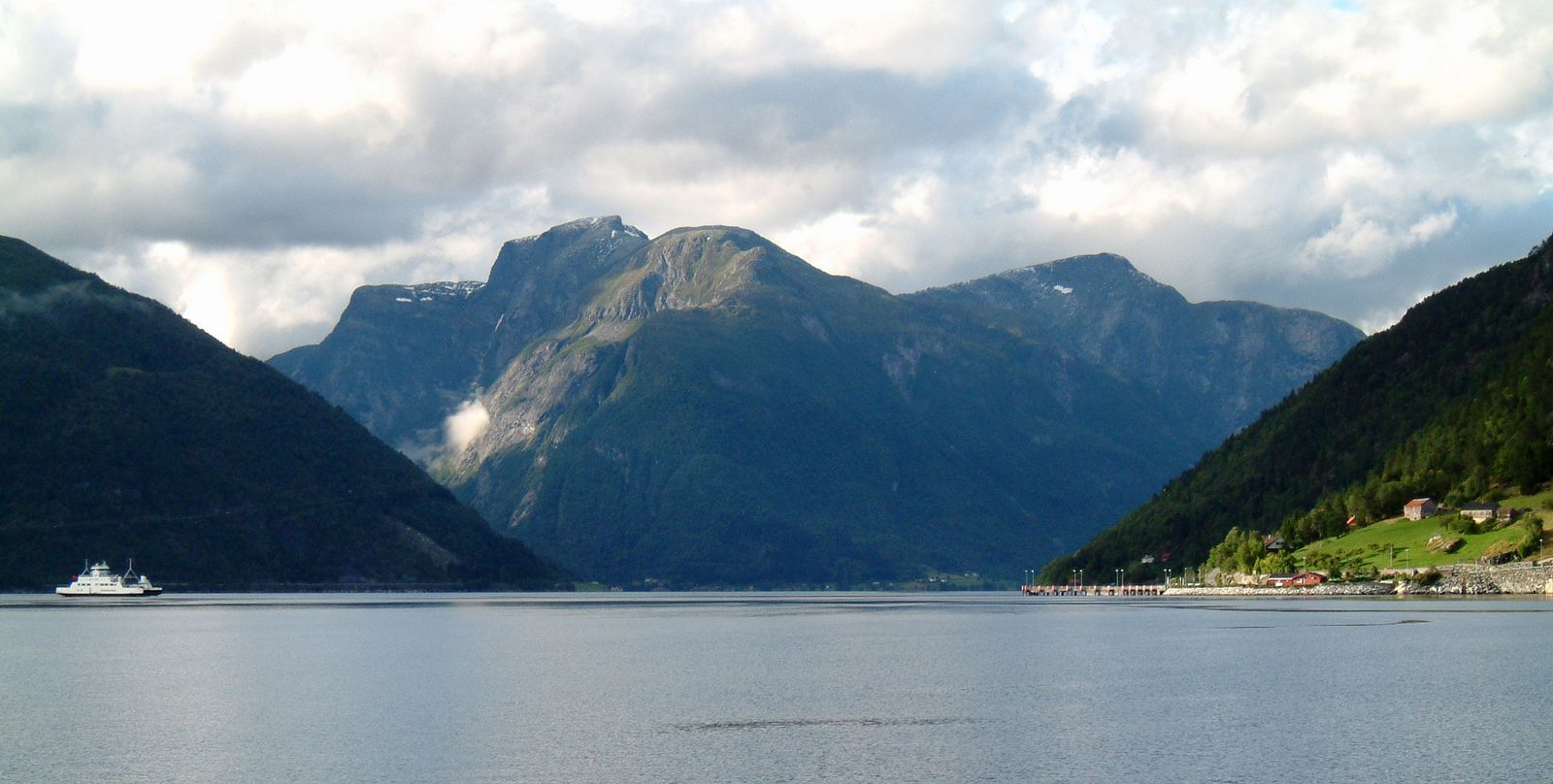
A Hella kompkikötő a Sogne-fjord északi partján, az Rv55-ös útnál

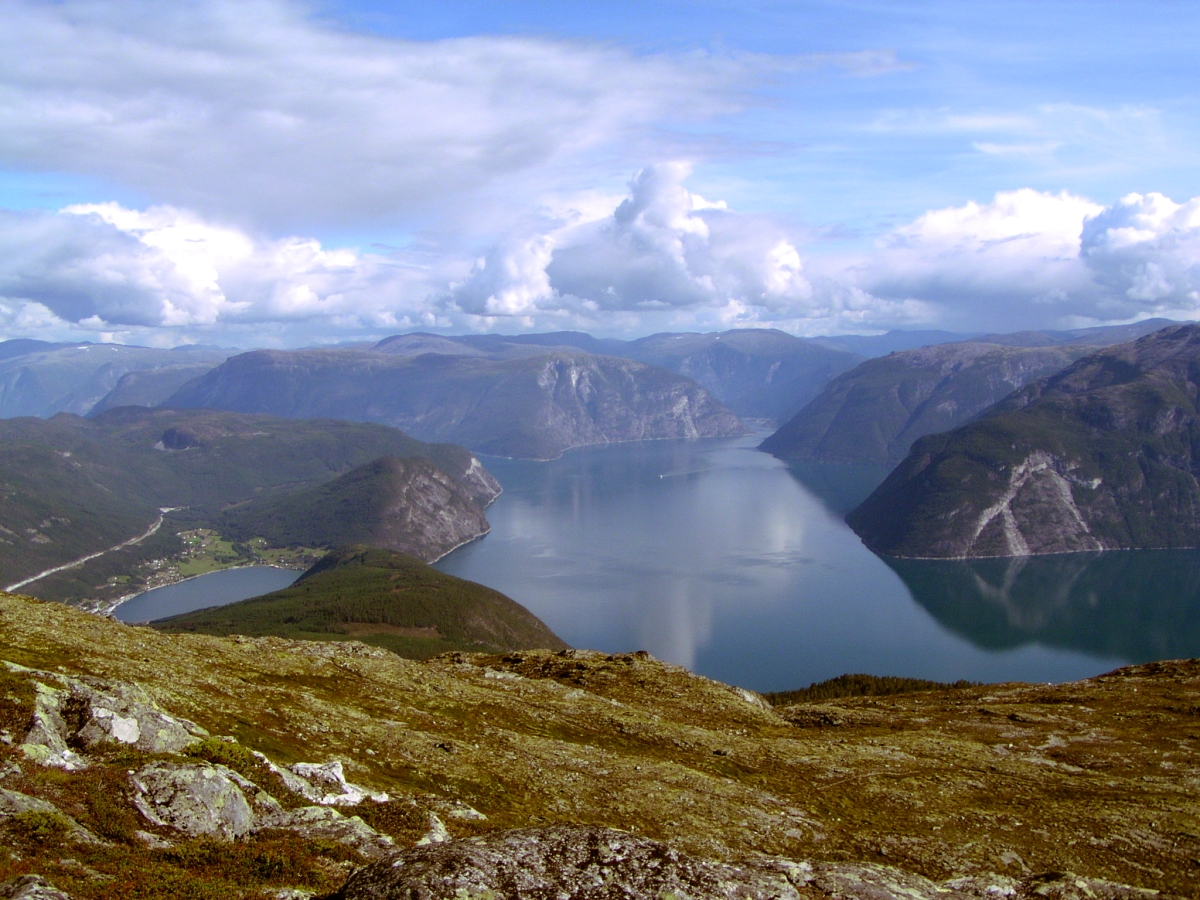
A Sogne-fjord a Storehaugen hegyről, balra lent Kaupanger falu

A fjord legnagyobb mélysége 1309 méter.
Fő ágának átlagos szélessége mintegy öt kilométer. A fjordot övező sziklák 1000 méteres és még nagyobb magasságokba emelkednek.

## Külső hivatkozások
- www.sognefjord.no
- Flåmsbana information
- Powerline information